# Maiuscola corsiva

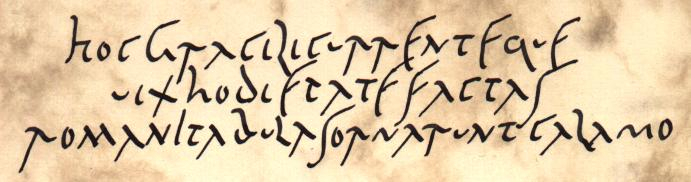
Una replica dell'antica capitale corsiva romana ispirata alle tavolette di Vindolanda: "Hoc gracili currenteque / vix hodie patefactas / Romani tabulas ornarunt calamo" ("Con questo esile e slanciato stilo, i Romani decorarono tavolette, che oggi si aprono con difficoltà.")

La maiuscola corsiva (o capitale corsiva o capitale romana corsiva o corsiva antica o écriture commune classique) si delinea per le forme corsive assunte dalla scrittura capitale, sia nella scrittura epigrafica a sgraffio, sia nella scrittura su papiro. Pur trattandosi fondamentalmente dello stesso tipo di scrittura, le differenze legate al tipo di supporto e di strumento scrittorio sono evidenti, e riguardano soprattutto l'articolazione delle lettere e il ductus: le lettere risultano slegate fra di loro e disarticolate nella scrittura a sgraffio su muro o tavoletta (tipiche sono le forme "lineari" della e e della f, tracciate con due tratti verticali affiancati, di eguale misura per la e, più corto il secondo nella f), mentre hanno un ductus più corrente (manu currente scripta) nella scrittura con il calamo su papiro.
È una scrittura maiuscola, le cui lettere sono quindi inseribili in un sistema bilineare. Il termine "corsiva" è dovuto alla sua tendenza all'inclinazione, ma la scrittura ricca di legature è la minuscola corsiva (o corsiva romana nuova o nouvelle écriture commune).
Dal 367, tramite un mandato di Valentiniano I e Valente, l'utilizzo della maiuscola corsiva restò prerogativa della cancelleria centrale dell'impero sotto la forma di litterae caelestes (pertanto nota anche come Kaiserkursive), laddove la minuscola corsiva (le litterae communes) fu impiegata nelle altre cancellerie dell'impero.
Esempi di maiuscola corsiva si ritrovano nel Papyrus Claudius e nella Emptio pueri.